# Obelisk
 Denne artikel omhandler et arkitektonisk begreb. Opslagsordet har også en anden betydning, se Obelisk (typografi).
En obelisk (fra græsk: ὀβελίσκος, obeliskos, stegespyd, der er en diminutivform af ὀβελός, obelos, spyd) er en høj, slank søjle med kvadratisk tværsnit, der spidser til opad og afsluttes med en pyramideformet top. Oprindeligt var obelisken skåret ud som en sammenhængende sten, en såkaldt monolit, i poleret granit. De fleste af de store, moderne obelisker er støbt eller dannet af flere sten.

## Mytologi
Anses som et symbol på den skabende kraft og er et klart fallisk symbol. Oprindeligt var obelisken guden Ras kultsymbol. Som monolit blev obelisken anset for at være en hellig sten. I Egypten i Det Ny Rige blev obeliskerne sat som par ved templerne. Muligvis afledtes hele mytologien om Jakin og Boaz, de to søjler ved templets indgang, heraf. Obelisker kaldes også for "Solens finger" og har antagelig været brugt og bruges i dag som solur.
Pyramidetoppen kaldes også pyramidion (lille pyramide) og blev af egypterne anset for at være et symbol på såvel urhøjen (som igen var symbolet på verdens skabelse) som solen selv. Antagelig har spidsen da været guldbelagt, så den strålede i solen. Som ophøjede minipyramider har små obelisker været brugt som gravsten. Således ligger mange mennesker behørigt begravet, sikkert ubevidst, under en pyramide.

## Størrelse
Det ideelle forhold mellem bredde og højde på en obelisk er 1:10. Størrelsen på de oprindelige obelisker kan variere fra små steler på under en meters højde til kæmpemonolitter på op til 30 meter. Den største af disse vejer ca. 500 tons.

## Udførelse
Man har fundet et stenbrud syd for Cairo, hvor man kan se en enorm ufærdig obelisk, som ikke er hugget fri af klippen. Man ved ikke med sikkerhed, hvordan det lykkedes datidens egyptere at skære i granit, når man tager i betragtning, at de kun havde adgang til bløde metaller som kobber og bronze, men der har været bud på, at sand er blevet brugt til at skære monolitten fri med. Det næste problem, der opstår, er at få obelisken rejst til lodret position. Det er lidt af en bedrift at rejse en 500 tons tung obelisk, uden at den knækker eller vælter. Nogle mener, at obeliskerne er rejst ved hjælp af skibe på Nilen. Andre, at man har fyldt sand under, til stenen til sidst har kunnet vippes op i lodret stilling.

## Originale obelisker

### Egyptiske
Der kendes til mindst 26 oprindeligt egyptiske obelisker, hvoraf nogle stadig findes i Egypten.
7 i Egypten
- To i Heliopolis, hvoraf den ene er den ældste kendte obelisk i verden, fremstillet i det 20. århundrede f.Kr. til ære for solguden Ra.
- Én i Cairo, som stammer fra byen Tanis.
- Fire i Luxor: én ved selve Luxor templet og tre ved Karnak templet.

Mindst 10 i Rom
- Piazza di San Giovanni, oprindeligt fra templet i Karnak.
- Peterspladsens centrum, oprindelse ukendt, en kilde angiver, at den kom fra Soltemplet i Heliopolis.
- Piazza del Popolo, oprindeligt fra Soltemplet i Heliopolis.
- Piazza di Montecitorio, oprindeligt fra Heliopolis.
- Piazza Navona, gravet ud af klipper i Aswan på ordre af den romerske kejser Domitianus til ære for Serapis og Isis.
- Piazza dell’Esquilino, danner par med obelisken på Piazza del Quirinale, oprindelse ukendt. En kilde angiver, at de blev transporteret fra Egypten i det første århundrede f.Kr.
- Piazza del Quirinale, se ovenstående.
- Viale delle Terme di Diocleziano, oprindeligt fra Heliopolis.
- Piazza della Rotonda, foran Pantheon, oprindeligt fra Ras tempel i Heliopolis.
- Piazza della Minerva, oprindeligt fra Sais.
- Villa Celimontana, oprindeligt fra Ras tempel i Heliopolis

Mindst 9 i resten af verden
- Tyrkiet, Istanbul, oprindeligt fra Karnak templet.
- Italien, Urbino, oprindeligt fra Sais.
- Italien, Firenze, oprindeligt fra Heliopolis.
- Italien, Catania, Sicilien, oprindeligt hugget ud i Aswan, formentlig til ære for Isis.
- Frankrig, Paris, Place de la Concorde, oprindeligt fra Luxor templet, danner par med den som stadig står ved templet i Luxor.
- Frankrig, Arles, oprindelse ukendt.
- USA, New York, oprindeligt rejst af Thutmosis III, i Heliopolis eller Karnak. Formentlig tvilling til Kleopatras nål i London.
- England, London, Kleopatras nål, se ovenfor.
- England, Wimborne, Dorset, fundet 16 km syd for Aswan af Sir William John Bankes.

### Etiopiske
- I Axum i Etiopien er der et stort anlæg med adskillige obelisker. Obeliskerne menes at være skabt omkring det 4. århundrede f.Kr. Verdens højeste monolitiske obelisk blev i 1939 stjålet herfra af Benito Mussolini og anbragt i Rom på Piazza di Porta Capena. Italien har i 2003 lovet at bringe obelisken tilbage, men det er endnu ikke sket.

### Syriske
- Kong Shalmaneser III’s sorte obelisk, som nu er placeret på British Museum i London, stammer fra Syrien og er formentlig fra det 9. århundrede f.Kr.

## Moderne obelisker
- Washingtonmonumentet: Højde 550 fod og 5 1/8 tommer (167,77 m). Bredde ved søjlens base 55 fod (16,764 m). Grundlagt d. 4. juni 1848, topsten påsat d. 6. december 1884. Indviet d. 9. oktober 1888.
- Buenos Aires: Højde 67 meter. Bredde 7 meter. Rejst i maj 1936.
- Mexico: En lille obelisk af lava blev rejst af White Sands Missile Range i 1965 ved atombombens fødested, Ground Zero. Stedet kaldes også Trinity og markerer den første atombombesprængning d. 16. juli 1945.
- Danmark: Frihedsstøtten, der blev indviet i 1700-tallet. Står nær det originale sted og gennemgik omfattende restaurering i 1999.